# Liste des monuments historiques protégés en 1850
Cet article recense les monuments historiques français classés en 1850.

## Protections
| Édifice             | Commune | Département | Région               | Protection | Base Mérimée                         | Coordonnées                      | Image |
| ------------------- | ------- | ----------- | -------------------- | ---------- | ------------------------------------ | -------------------------------- | ----- |
| Église Saint-Martin | Thuret  | Puy-de-Dôme | Auvergne-Rhône-Alpes | classé     | « PA00092447 », notice no PA00092447 | 45° 58′ 26″ nord, 3° 15′ 43″ est |       |
| Église Saint-Léger  | Agnetz  | Oise        | Hauts-de-France      | classé     | « PA00114474 », notice no PA00114474 | 49° 23′ 46″ nord, 2° 22′ 57″ est |       |
| Église Saint-Michel | Juziers | Yvelines    | Île-de-France        | classé     | « PA00087465 », notice no PA00087465 | 49° 00′ 00″ nord, 1° 50′ 25″ est |       |